# یک روز عالی (فیلم ۲۰۱۳)
یک روز عالی (انگلیسی: One Perfect Day؛ کره‌ای: 사랑의 가위바위보) فیلم کوتاه کمدی رمانتیک محصول سال ۲۰۱۳ کره جنوبی به کارگردانی کیم جی وون است. یک بازندهٔ عاشق پس از ملاقات با دختر رؤیاهایش از او می‌خواهد که با او سنگ-کاغذ-قیچی بازی کند.

## بازیگران
- یون که سانگ در نقش اون چول
- پارک شین هه در نقش اون هی
- پارک سو جین در نقش یو جین
- آن نه سانگ در نقش پدر اون چول